# Marie Edin
Marie Edin, född 16 april 1967 är en svensk beachvolleyspelare. Edin blev svensk mästare tre gånger, 1992 i par med Marlene Rönnmark och 1993 och 1994 i par med Charlotte Wiig. Hon spelade för Fyrishov BC.